# Anacanthobatis americanus
Anacanthobatis americanus — вид хрящевых рыб рода нитерылых скатов одноимённого семейства отряда скатообразных. Обитают в центрально-западной части Атлантического океана между 13° с. ш. и 5° с. ш. Встречаются на глубине до 915 м. Их крупные, уплощённые грудные плавники образуют диск с выступающим рылом, который оканчивается нитевидным выростом. Максимальная зарегистрированная ширина диска 40 см.

## Таксономия
Впервые вид был научно описан в 1962 году.

## Ареал
Эти глубоководные скаты обитают в Карибском бассейне и у северо-восточного побережья Южной Америки у берегов Колумбии, Коста-Рики, Гаити, Гондураса, Никарагуа, Панамы, Суринама, Венесуэлы и Боливии. Встречаются у края материкового склона на глубине от 183 до 915 м.

## Описание
Максимальная зарегистрированная ширина диска 40 см. Широкие и плоские грудные плавники этих скатов образуют округлый диск. Выступающее рыло переходит в нитевидный вырост. Кожа лишена чешуи. Спинные плавники отсутствуют. На вентральной стороне диска расположены 5 жаберных щелей, ноздри и рот. Тонкий хвост короче диска.

## Биология
Размножаются путём яйцеживорождения. Самцы достигают половой зрелости при ширине диска 32 см.

## Взаимодействие с человеком
Эти скаты не являются объектом целевого лова. Возможно, попадаются в качестве прилова в ходе глубоководного промысла с помощью тралов и ярусов.  Данных для оценки Международным союзом охраны природы охранного статуса  вида недостаточно.